# Tế bào NK
Tế bào NK (viết tắt của natural killer cell; tạm dịch tế bào sát thủ tự nhiên) là một loại bạch huyết bào gây độc cho tế bào quan trọng trong miễn dịch tự nhiên. Vai trò của các tế bào NK cũng tương tự như các tế bào T gây độc tế bào trong miễn dịch đặc hiệu ở động vật có xương sống. Các tế bào NK cung cấp những đáp ứng nhanh tới các tế bào bị nhiễm virus, hoạt động trong khoảng 3 ngày sau khi nhiễm trùng, và kháng lại sự hình thành khối u.  Thông thường, các tế bào miễn dịch phát hiện ra kháng nguyên bạch cầu (MHC) hiện diện trên bề mặt của tế bào bị nhiễm trùng, kích hoạt giải phóng cytokin, dẫn đến tiêu tế bào hoặc chết rụng tế bào. Các tế bào NK là duy nhất, tuy nhiên, vì chúng có khả năng nhận diện các tế bào bị căng mà không cần sự có mặt của kháng thể và kháng nguyên (MHC), cho phép phản ứng miễn dịch nhanh hơn nhiều.  Chúng được đặt tên là "natural killers" (những sát thủ tự nhiên) bởi vì thuật ngữ ban đầu cho rằng chúng không cần sự kích hoạt để giết những tế bào đang thiếu vắng những dấu hiệu "tự" của kháng nguyên bạch cầu loại 1 (MHC loại I). Vai trò này cực kỳ quan trọng bởi vì những tế bào gây hại mà thiếu dấu hiệu MHC I không thể bị phát hiện và phá hủy bởi các tế bào miễn dịch khác, chẳng hạn bạch huyết bào T.